# José María Íñigo Gómez
José María Íñigo Gómez   (Bilbao, 4 de juny de 1942 - Madrid, 5 de maig de 2018) fou un periodista, actor i presentador de televisió basc.

## Biografia
Els seus primers contactes amb el món de la comunicació va ser a la seua terra natal, en ser contractat per Radio Bilbao i posteriorment per la COPE. En aquesta mateixa època comença a escriure a la Gaceta del Norte. Amb tan sols divuit anys ja treballava al Servei de Reportatges Especials de l'Agencia EFE. Poc després es trasllada a Londres, des d'on colabora amb diversos programes musicals de la Cadena SER. Al seu retorn a Espanya, s'instal·la a Madrid, i col·labora amb els programes El Musiquero, El Gran Musical, i els 40 principals. Al mateix temps, escriu per a diverses publicacions sobre musica i altres temes d'actualitat com Mundo Joven i El Musiquero.
El seu debut a TVE va ser l'any 1968 al programa de Pedro Olea i Ivan Zuluzeta, Ultimo Grito, un espai que pretenia mostrar les tendències artístiques i musicals del moment. Més tard, va presentar el programa musical Ritmo 70. El 1972 es va estrenar Estudio abierto, el programa que el va llançar definitivament a la fama televisiva i que va consagrar la seua imatge amb uns enormes mostatxos. El programa es va emetre fins al 1974 i, a una segona etapa, entre 1983 i 1985. A Estudio Abierto el van seguir altres programes, de temàtica similar en els quals Íñigo alternava actuacions musicals amb les entrevistes tant a personatges famosos com a gent desconeguda per al públic. Totes aquests espais el van convertir en un dels rostres més famosos a Espanya, durant els anys setanta.
Després de l'arribada de les televisions privades, i després d'uns anys de silenci, Jose María Íñigo va tornar a posar-se davant una càmera, acompanyant a altra veterana del gènere: Laura Valenzuela, al programa Las Mañanas de Telecinco (1993-1994). D'ençà, ha participat en diferents programes de cadenes públiques i privades en presentació d'espais de varietats, concursos o reality shows. Al mateix temps i des del 2000 va col·laborar amb el programa de RTVE Hoy no es un día cualquiera.
El 2018 colaborava al costat de Pepa Fernández a RNE, al programa No es un dia cualquiera i havia posat veu al Festival d'Eurovisió des de 2011. Va morir el 5 de maig de 2018 als 75 anys, uns dies abans de la 63a Edició del Festival d'Eurovisió.
José María Íñigo Gómez seria diagnosticat l'any 2016 d'un mesotelioma maligne epitelioide, una malaltia per la qual es formen cèl·lules canceroses en el revestiment del tòrax i l'abdomen i en què influeix l'exposició a l'amiant, càncer del qual moriria el maig de 2018 als 76 anys. L'amiant a que s'havia exposat Jose María Íñigo resultaria ser el present a l'Estudi 1 de Televisió Espanyola, espai en el qual treballà durant els anys 1975, 1976, 1978-1981 i 1982-1985. Així fou sentenciat el 16 de març per un jutjat de Madrid el qual reconeixeria la pensió de viudetat de la vídua del periodista derivada d'una malaltia professional d'aquest. L'estudi 1 de TVE "era l'estudi més gran i amb una presència d'amiant friable, com ho acredita el fet que es van dipositar a l'abocador 113.040 quilos de residus", i a més en el període que hi treballà Íñigo "l'amiant estava col·locat sense cap element que l'aïllés de les persones que treballaven a l'estudi, ja que el primer encapsulament amb plaques de virutex es va fer el 1986, per la qual cosa va estar en contacte amb l'amiant en el moment de més perill d'exposició", detallà la sentència, i a més s'agreujà l'exposició al material tòxic a causa de la gran activitat en directe, al nombrós públic, aplaudiments i ovacions, presència de ventiladors i aires condicionats, cosa que provocaria encara més pols en suspensió.

## Filmografia

### Cinema
- A 45 revoluciones por minuto (1969)
- La máquina que hace pop (1969, curtmetratge)
- Un, dos, tres, al escondite inglés (1970)
- Las gatas tienen frío (1970)
- Me has hecho perder el juicio (1973)
- Jenaro el de los 14 (1974)
- Terapia al desnudo (1975)

### Televisió
| - 7 vidas (2004) - Parte de tu vida (2014) | - Esta noche... fiesta (1976-1977) - Estudio abierto (1984) - Qué memoria la mía (1996) - El kanguro de A3Z (1997) - Carta de ajuste (2004) | - El kanguro de A3Z (1997) |

## Premis i nominacions

### Premis
- Premi Ondas al millor presentador de televisió (1971)
- Premi TP d'Or, millor presentador per Estudio abierto (1975 i 1984))
- Premi TP d'Or, millor presentador per Directísimo (1976)
- Premi TP d'Or, millor presentador per Esta noche... fiesta (1977)
- Premi TP d'Or, millor presentador per Fantástico (1979 i 1980)
- Premi ATV, per la seva trajectòria professional (2011)